# Sierra Morena (gebergte)
Sierra Morena is een gebergte van 400 km van het oosten tot het westen in Zuid-Spanje.
Het gebied bezit grote natuurhistorische waarde en delen zijn aangewezen zijn als natuurpark (Parque Natural). Het betreft hier de gebieden Natuurpark Despeñaperros (Jaén), Natuurpark Sierra de Andújar (Jaén), Natuurpark Sierra de Cardeña y Montoro (Córdoba), Natuurpark Sierra de Hornachuelos (Córdoba), Natuurpark Sierra Morena de Sevilla (Sevilla) en Natuurpark Sierra de Aracena y Picos de Aroche (Huelva). In het gebergte zijn lood, zilver, kwik en vele andere metalen te vinden. De delving ervan heeft in het verleden gezorgd voor een plaatselijke aantasting van de natuur. Het gebergte is ontstaan door verschuivingen van de aardkorst, waardoor een gedeelte van de aardkorst omhoog gedrukt werd.